# 56 Leonard Street
56 Leonard Street ist ein Wolkenkratzer in Manhattan in New York City. Das auch umgangssprachlich „Jenga-Tower“ genannte Wohnhochhaus entwarf das Schweizer Architekturbüro Herzog & de Meuron.

## Beschreibung
Das Wohngebäude befindet sich in Lower Manhattan im Stadtteil Tribeca an der südwestlichen Ecke Church Street/Leonard Street. Es ist nach dem 282 m hohen 30 Park Place das zweithöchste Gebäude in Tribeca.
Der Wolkenkratzer ist 250,2 Meter (821 Fuß) hoch und hat 57 Etagen, in denen 145 Apartments untergebracht sind. In den oberen neun Etagen gibt es zehn Penthouse-Apartments, acht mit einer Etage, zwei auf einer weiteren. Nach seiner Vollendung Ende 2016 ist das 56 Leonard Street eines der höchsten Apartmenthäuser der Vereinigten Staaten. Der Bau des Gebäudes begann Anfang 2008, wurde jedoch im Januar 2009 auf Grund finanzieller Probleme vorübergehend eingestellt. Ursprünglich sollte das Bauwerk 2010 fertiggestellt werden, was sich jedoch durch das Ruhen der Arbeiten nicht verwirklichen ließ. Ende Oktober 2012 wurden die Bauarbeiten wieder aufgenommen. Anfang Januar 2013 erhielt das Projekt einen Kredit von 350 Millionen Dollar, um den Bau fortsetzen zu können. Ende Juli 2015 erreichte das Gebäude seine Endhöhe.
Das Gebäude wurde im Stil der High-Tech-Architektur errichtet und weist ein auffälliges Außendesign auf, so in den unteren Geschossen Rücksprünge und unterschiedliche Deckenhöhen, die oberen neun Etagen sind versetzt aufeinander gebaut, wobei sich die Geschosse gegenseitig stabilisieren. Um die Aussicht nicht durch Wandscheiben und Querträger zu verstellen, wurden hier Vierendeelträger verwendet, die außerdem große Auskragungen erlaubten. Das erforderte eine einkalkulierte monatelange Bauzeitverlängerung nach Fertigstellung der unteren Etagen, da immer nur weiter gebaut werden konnte, wenn der Beton in den unteren Stockwerken ausgehärtet war, was auch für diese Zeiten einen Wetterschutz der im Bau befindlichen Etagen erforderte. Aus bestimmten Perspektiven wirkt das Gebäude wie aufeinander gestapelte Bauklötze oder Schachteln. Sein Erscheinungsbild wurde auch mit einem Turm des Spiels Jenga verglichen. Die Fassade ist vollständig mit Glas verkleidet.
Die Apartments sind fast alle verschieden voneinander und reichen von 96 bis 645 Quadratmetern. Sie wurden fast alle nach Fertigstellung für Preise von im Mittel 35.000 Dollar pro Quadratmeter verkauft, sodass die Preise von 3,5 bis 50 Millionen Dollar reichten. Auf einem Stockwerk befinden sich in einem Gemeinschaftsbereich ein Swimmingpool mit Saunabetrieb und Fitnessstudio, ein Kinderbetreuungsbereich und eine Lounge mit Bibliothek. Entsprechend der individuellen Architektur werden die Fenster nicht von außen gereinigt. Die Fenster sind teilweise kippbar zur Lüftung und können von innen gereinigt werden bzw. erlauben die Reinigung der nicht kippbaren Nachbarfenster von innen heraus. Es wurden auch vielfach Balkone eingebaut.
Die Idee war, die Apartments mit möglichst viel Individualität zu gestalten. Als Vorbild dienten den Architekten das Case Study House Nr. 22 in Los Angeles von Pierre Koenig von 1959 und die klassische Erkerfenster-Architektur. Um Windkräfte auszugleichen, dient ein aus dem Erdbebenbau erprobtes System von Wassertanks, zwischen denen Wasser als Schwingungsausgleich hin- und hergepumpt wird.
Im Februar 2023 wurde eine knapp sechs Meter (19 Fuß) große Skulptur des Bildhauers Anish Kapoor installiert, die direkt an das Erdgeschoss angelehnt ist und den Eindruck erweckt, als sei sie zum Teil unter das erste Stockwerk gepresst worden; sie ähnelt der größeren Skulptur Cloud Gate in Chicago. Die bohnenförmige Skulptur aus poliertem Edelstahl wurde bereits 2008 mit geschätzten Kosten von bis zu 10 Millionen US-Dollar in Auftrag gegeben und von 2019 bis 2023 realisiert. Sie stellt ein Objekt dar, das sich unter dem Gewicht des Wohnturms zu verformen scheint.

## Ansichten

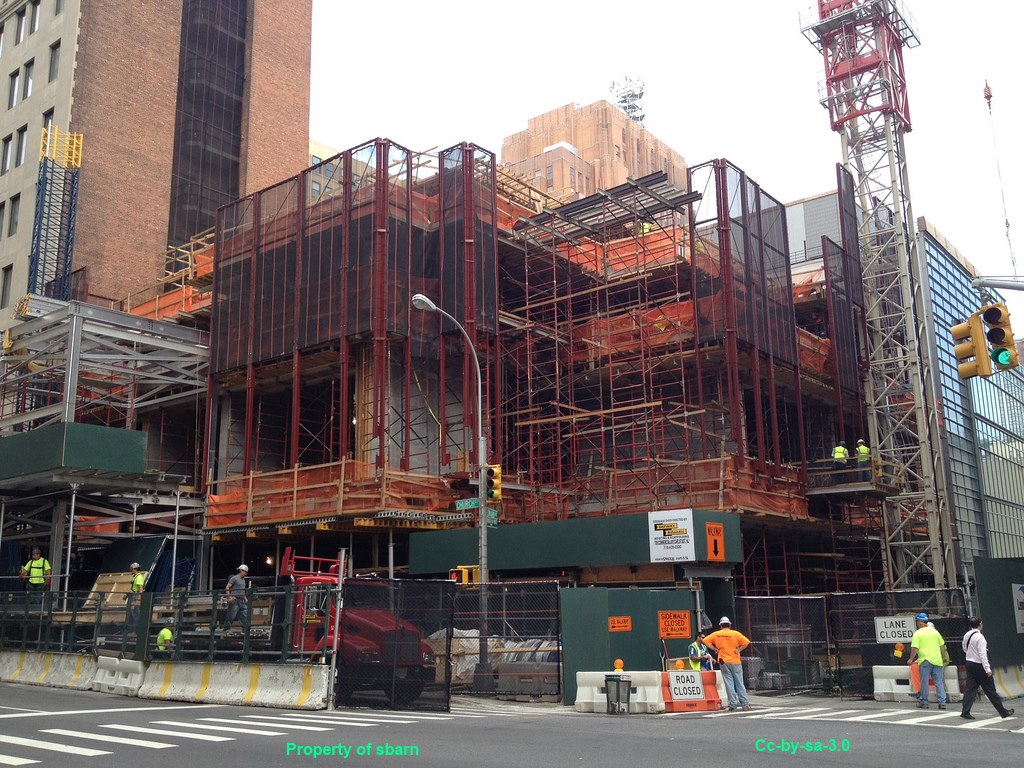
Stand der Bauarbeiten am 18. Juni 2013
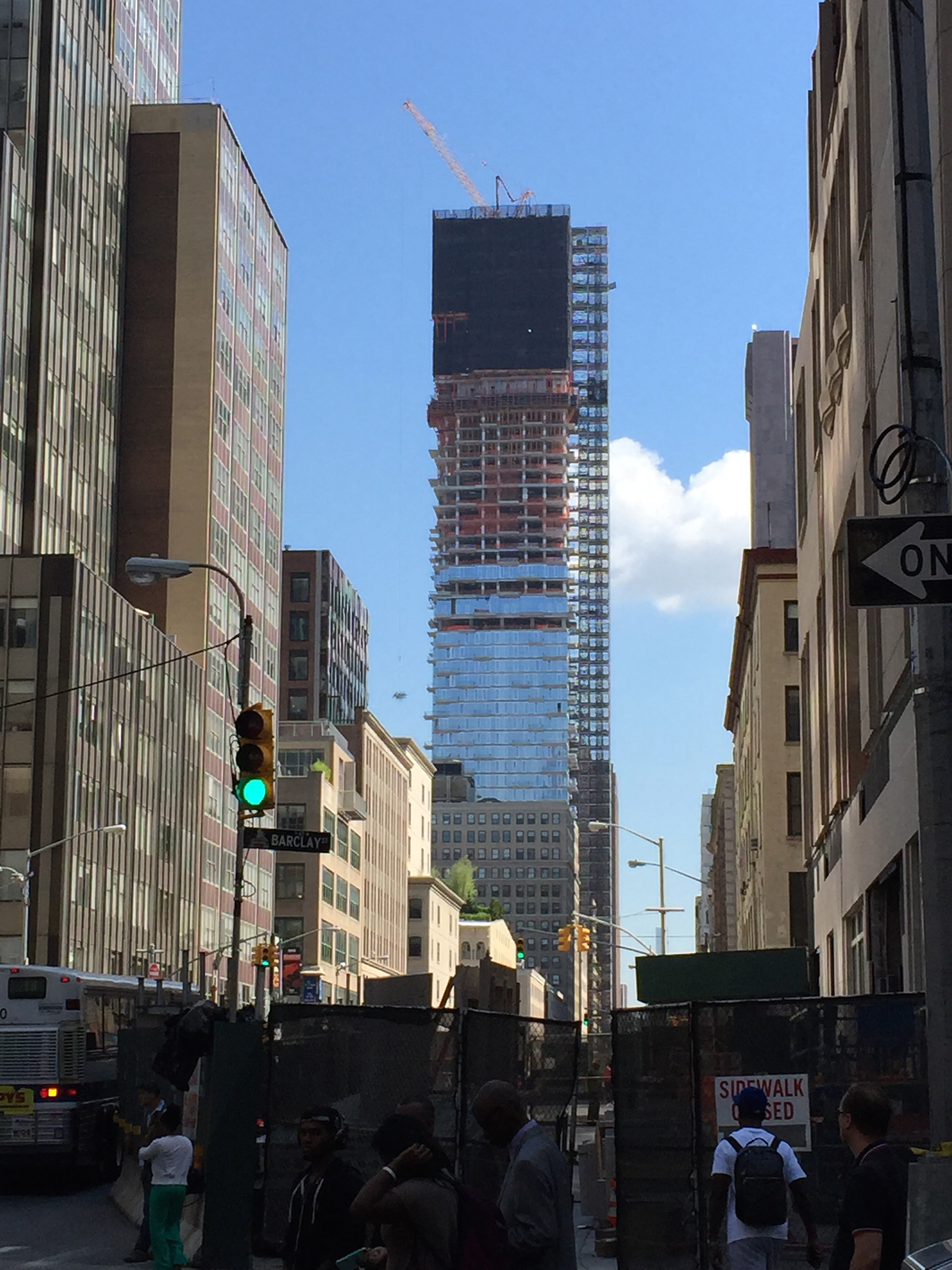
Baufortschritt am 10. Juni 2015
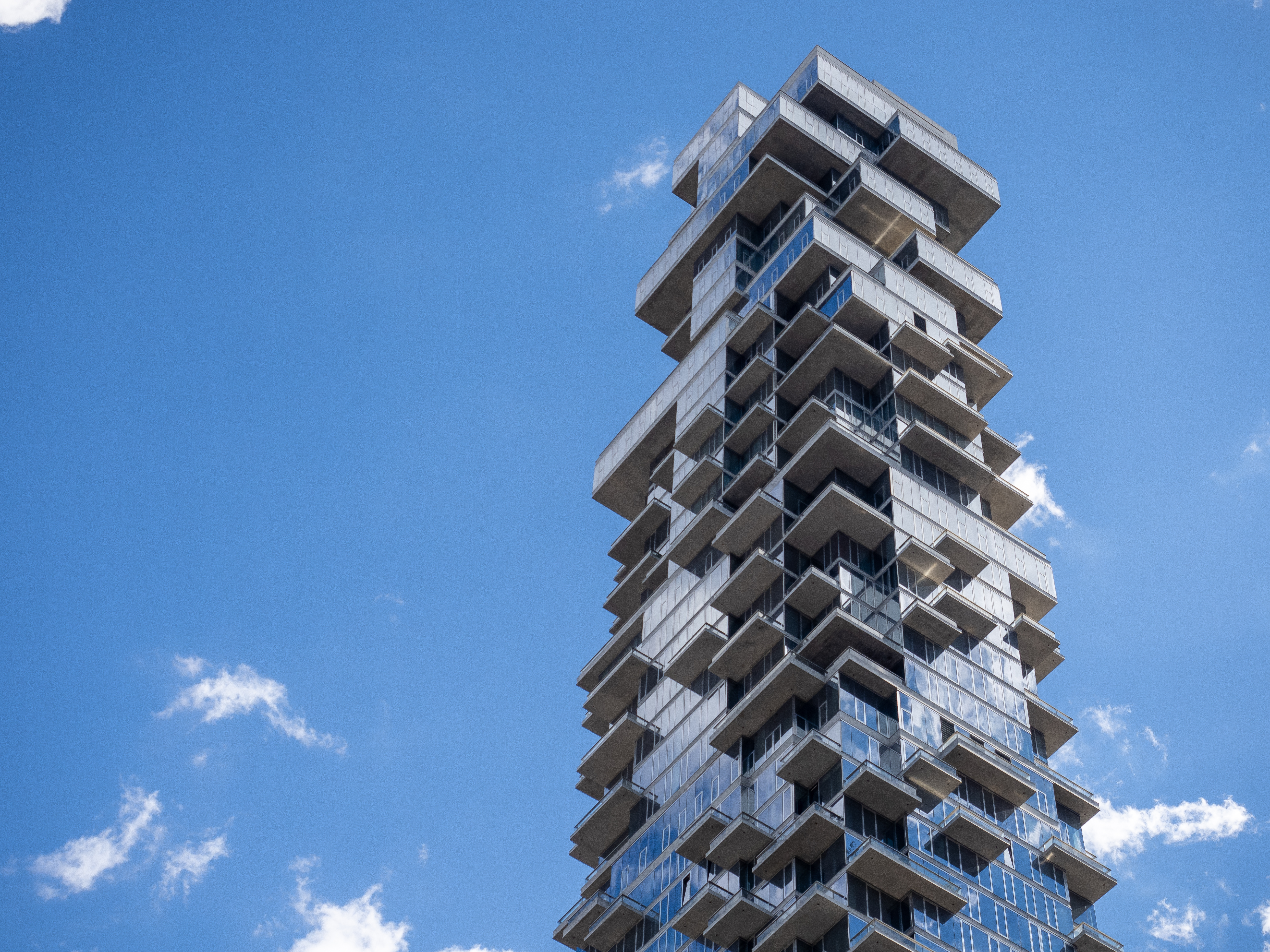
Die oberen Stockwerke im September 2021
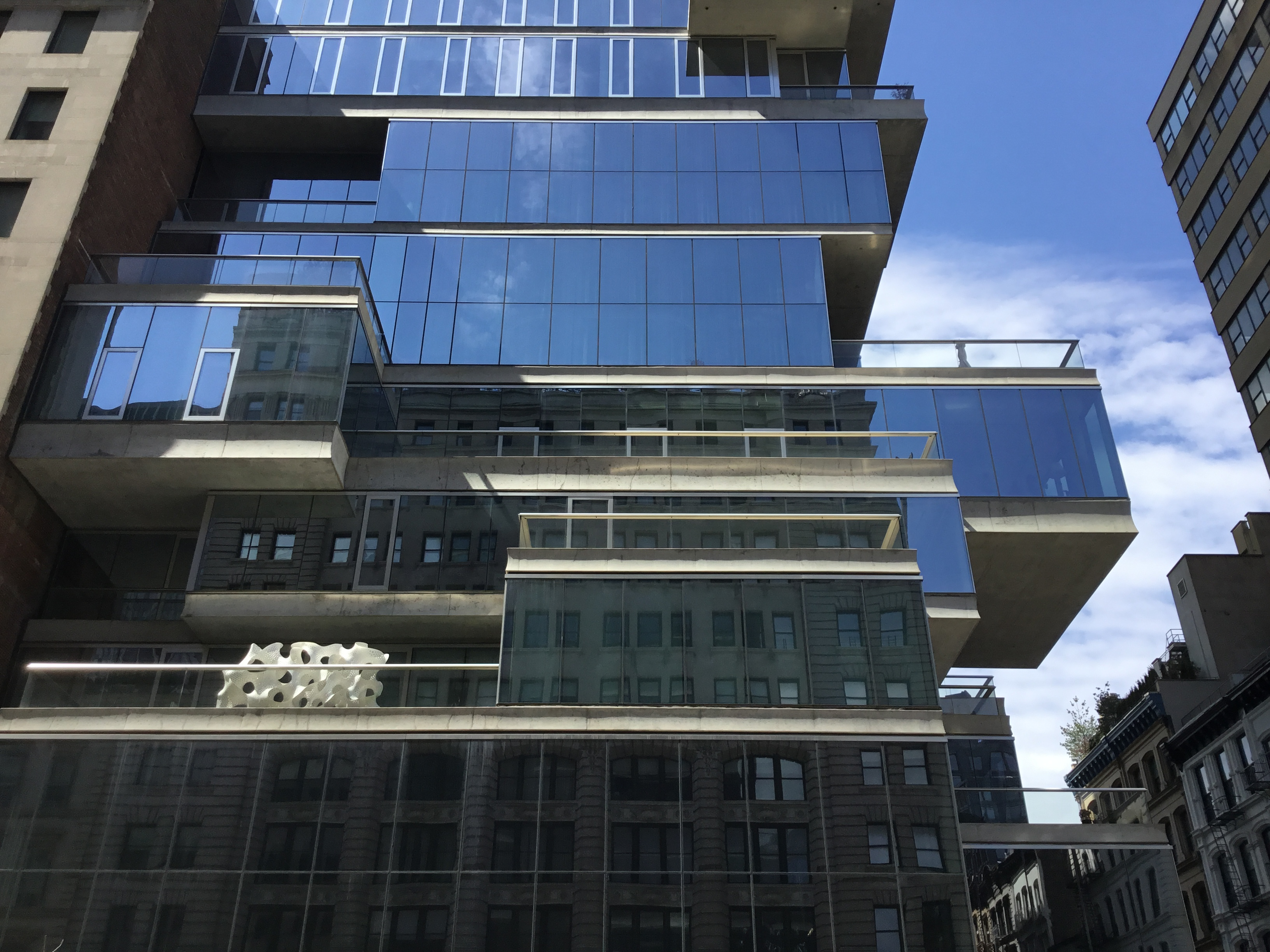
Erste Etagen über dem Straßenniveau (2022)
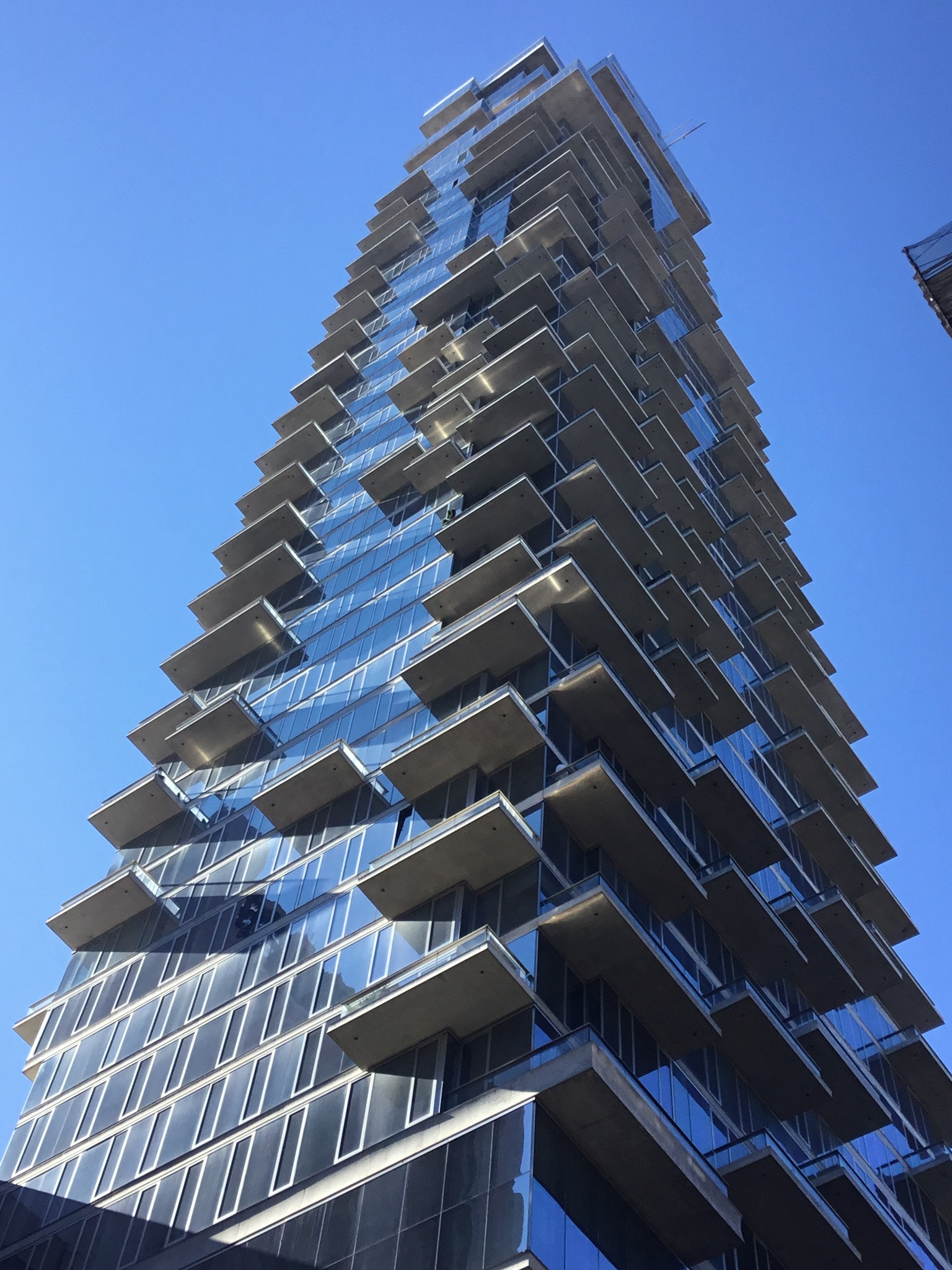
Vertikale Ansicht im Februar 2023